# George Hawi
George Hawi (ur. 1938 w Bitighrinie, zm. 21 czerwca 2005 w Bejrucie) – libański polityk, były sekretarz generalny Libańskiej Partii Komunistycznej. Urodził się w wiosce Bitighrin, w rodzinie prawosławnej. W 1955 roku wstąpił do Libańskiej Partii Komunistycznej. W latach 1979–1993 był sekretarzem generalnym tej partii. W okresie libańskiej wojny domowej używał pseudonimu Abu Anis. Należał do kierownictwa lewicowego Libańskiego Ruchu Narodowego pod przywództwem Kamala Dżumblatta, a następnie współtworzył Libański Narodowy Front Oporu. W 2000 roku opuścił partię komunistyczną, przeciwny kontynuowaniu przez nią prosyryjskiej działalności. Został zabity 21 czerwca 2005 roku w zamachu bombowym.